# Richard Dawkins

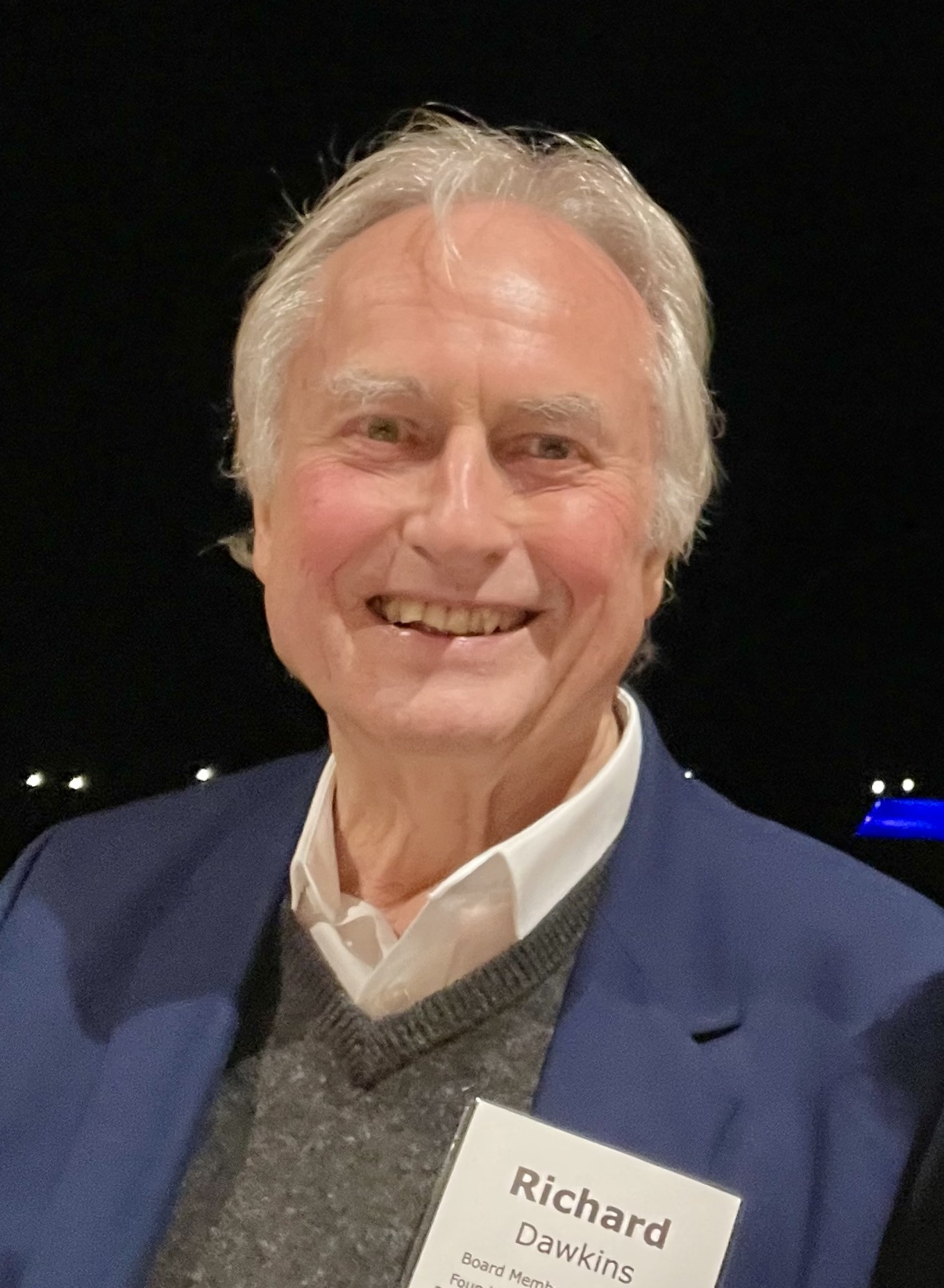
Richard Dawkins (2022)

Clinton Richard Dawkins, FRS, FRSL (* 26. März 1941 in Nairobi, Kenia) ist ein britischer Zoologe, theoretischer Biologe, Evolutionsbiologe und Autor populärwissenschaftlicher Literatur. Von 1995 bis 2008 war er Professor an der University of Oxford.
Er wurde 1976 mit seinem Buch The Selfish Gene (Das egoistische Gen) bekannt, in dem er die Evolution auf der Ebene der Gene analysiert. Er führte den Begriff Mem als hypothetisches kulturelles Analogon zum Gen in der biologischen Evolution ein. In den folgenden Jahren schrieb er mehrere Bestseller, unter anderem The Extended Phenotype (1982), Der blinde Uhrmacher (1986), Und es entsprang ein Fluß in Eden (1995), Gipfel des Unwahrscheinlichen (1996), Der Gotteswahn (2006) und Die Schöpfungslüge (2009) sowie weitere kritische Beiträge zu Religion und Kreationismus.
Dawkins ist Skeptiker und gilt als einer der bekanntesten Vertreter des „Neuen Atheismus“ und der Brights-Bewegung.
In einer Umfrage des Magazins Prospect wählte eine Auswahl britischer und US-amerikanischer Juroren Dawkins 2013 zum weltweit wichtigsten Denker.

## Leben
Richard Dawkins wurde 1941 in Nairobi geboren, wohin sein Vater Clinton John Dawkins als Angehöriger der Alliierten Streitkräfte versetzt worden war. Er hat eine jüngere Schwester. Er kehrte mit seiner Familie 1949 nach England zurück. Später studierte er bei dem niederländischen Ethologen Nikolaas Tinbergen am Balliol College der University of Oxford Biologie. Im Jahr 1966 erlangte er seinen Doktorgrad in Zoologie (D.Phil.).
Im Jahre 1967 heiratete er die Biologin Marian Stamp, von der er sich 1984 trennte.
In den Jahren 1967 bis 1969 war Dawkins Assistenzprofessor der Zoologie an der University of California, Berkeley, von 1970 bis 1995 Dozent für Zoologie am New College der Universität von Oxford.
1984 heiratete er Eve Barham (gest. 1999), mit der er im selben Jahr eine Tochter hatte. Auch diese Ehe wurde geschieden. Von 1992 bis 2016 war er mit der Schauspielerin Lalla Ward verheiratet.
Seit 1997 ist er gewähltes Mitglied der Royal Society of Literature und seit 2001 auch gewähltes Mitglied der Royal Society. Im Jahre 1991 hielt er die renommierte Weihnachtsvorlesung der Royal Institution (Growing Up in the Universe).
Ab 1995 war er Charles Simonyi Professor of the Public Understanding of Science an der Oxford University. Charles Simonyi äußerte sich wiederholt als Anhänger des wissenschaftlichen Werks von Dawkins. Für die Einrichtung spendete der Milliardär Simonyi 1,5 Mio. Pfund an die Oxford University. Im Jahre 2008 wurde bekanntgegeben, dass die Professur neu ausgeschrieben würde und Dawkins von dieser Position aus Altersgründen zurücktreten wolle.
Der Spiegel bezeichnete im Jahre 2006 Dawkins als „einflussreichsten Biologen seiner Zeit“.
Dawkins lebt in Oxford.

## Werk

### Biologie und biologische Evolution

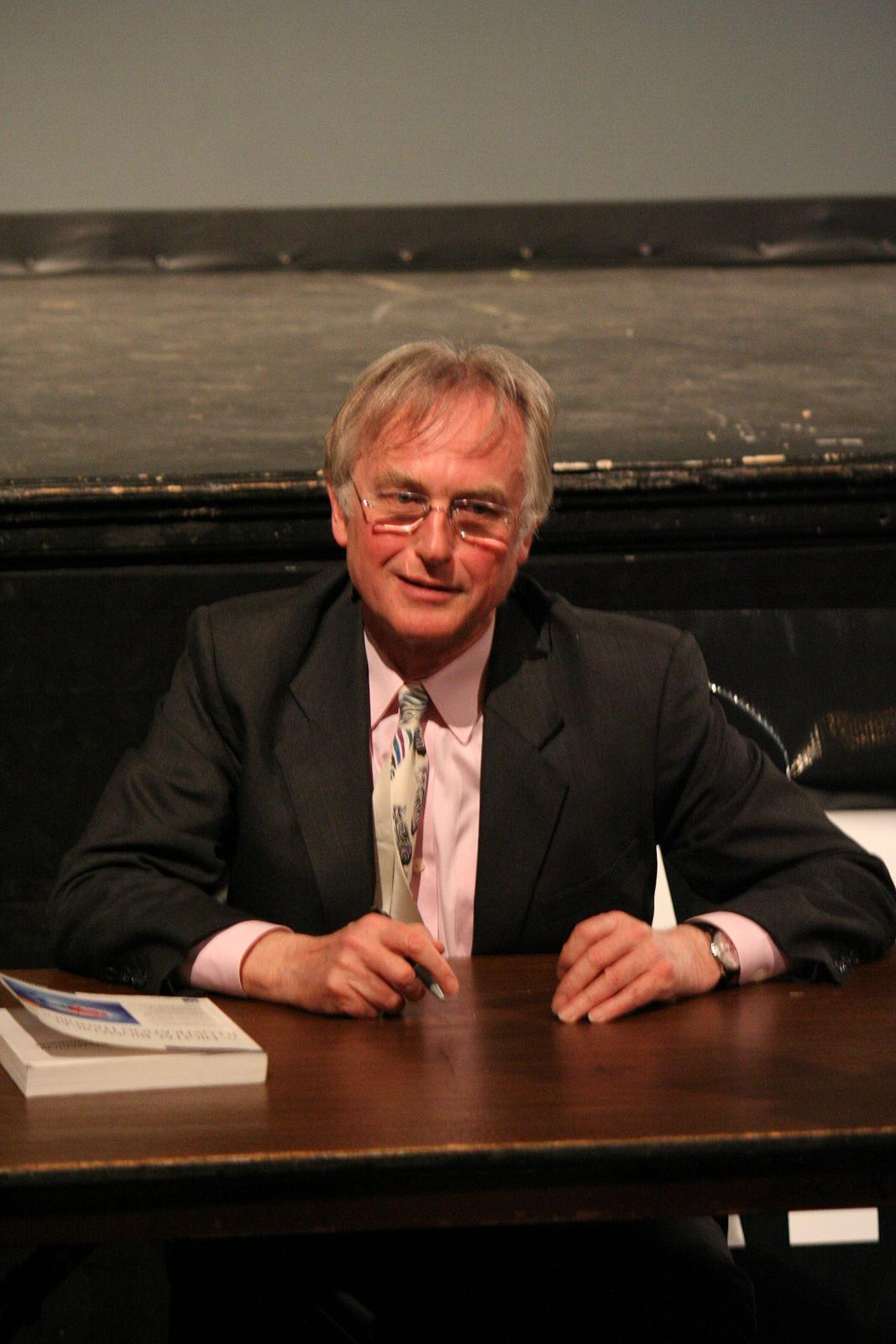
Richard Dawkins(März 2008)

Dawkins erlangte 1976 Bekanntheit mit seinem Schlagwort vom egoistischen Gen. In seinem gleichnamigen Buch beschreibt er das Gen als fundamentale Einheit der natürlichen Selektion, die den Körper nur als „Überlebensmaschine“ benutzt. Es wurde 2017 in einer Umfrage der Royal Society zum inspirierendsten britischen wissenschaftlichen Buch aller Zeiten gewählt.
Er tritt innerhalb der Evolutionsbiologie für die These ein, dass in evolutionären Prozessen Konkurrenzsituationen (Fitnessunterschiede) auf genetischer Ebene ausschlaggebend sind, wohingegen Gruppenselektion keine oder nur eine marginale Rolle spielt. In seinem ersten Buch Das egoistische Gen behandelt er diese Thematik und führt sie dann in The Extended Phenotype (1982) weiter aus, indem er die enge Definition des Phänotyps erweiterte und vermehrt das einzelne Gen ins Zentrum stellt.
Diese Haltung war im letzten Viertel des 20. Jahrhunderts weitestgehend akzeptiert. In jüngster Zeit jedoch wurde diese Aussage durch theoretische Modelle und konkrete Beispiele relativiert. Hier sind insbesondere die Arbeiten des Biologen David Sloan Wilson sowie des Wissenschaftsphilosophen Elliott Sober zu nennen.
Vermittelt über die Soziobiologie, als deren führender Vertreter Dawkins – neben Edward O. Wilson – gilt, wird die Vorstellung vom egoistischen Gen zum Teil auch in den Sozialwissenschaften rezipiert, ist dort aber sehr umstritten.

### Mem
In seinem Buch Das egoistische Gen führte Dawkins 1976, als hypothetische Analogie zum Gen als Replikationseinheit der biologischen Evolution, den Begriff Mem als Replikationseinheit der kulturellen Evolution ein. Beispiele für Meme sind nach Dawkins: „Ideen, Melodien, Gedanken, Schlagworte, Kleidermoden, die Kunst, Töpfe zu machen oder Bögen zu bauen“. Meme vermehren sich demnach im Mempool, „indem sie von Gehirn zu Gehirn springen durch einen Prozeß, den man im weitesten Sinne als Imitation bezeichnen kann“, und unterliegen ebenso wie Gene Mutation und Selektion.
Dawkins wollte mit dem Mem-Konzept vor allem den universellen Charakter der Darwinschen Evolutionstheorie verdeutlichen und zeigen, dass Gene nicht die „einzigen Angehörigen jener wichtigen Klasse der Replikatoren sind“, betonte dabei aber den spekulativen Charakter der Idee. Mittlerweile gibt es einige Wissenschaftler, die sich in der neuen Forschungsrichtung der Memetik mit dieser Form von Replikatoren befassen und Meme als tatsächliche Replikationseinheiten der kulturellen Evolution akzeptieren. Ein bekannter Vertreter der Memtheorie ist zum Beispiel Daniel Dennett.

### Weltanschauung
In einem 1994 veröffentlichten Interview beschrieb sich Dawkins selbst als „ziemlich militanten Atheisten“. 1996 antwortete er auf die Frage, ob er lieber als Wissenschaftler oder militanter Atheist bekannt sein möchte: „Bertrand Russell bezeichnete sich als leidenschaftlichen Skeptiker. Das ist ein großes Ziel, aber ich strebe es an.“ Da Dawkins die Existenz eines Gottes nicht zu 100 Prozent ausschließt, bezeichnet er sich selbst auch als Agnostiker. Dabei schätzt er die Wahrscheinlichkeit, dass Gott existiert, als sehr gering ein. Agnostizistische Positionen, wonach die Existenz und Nicht-Existenz Gottes gleich wahrscheinlich sind, oder über diese Wahrscheinlichkeiten keine Aussage getroffen werden kann, lehnt er ab. Allerdings bezeichnet sich Dawkins zuweilen als „Kulturchristen“, da die christliche Kultur im Gegensatz zum Islam „fundamental anständig“ sei.

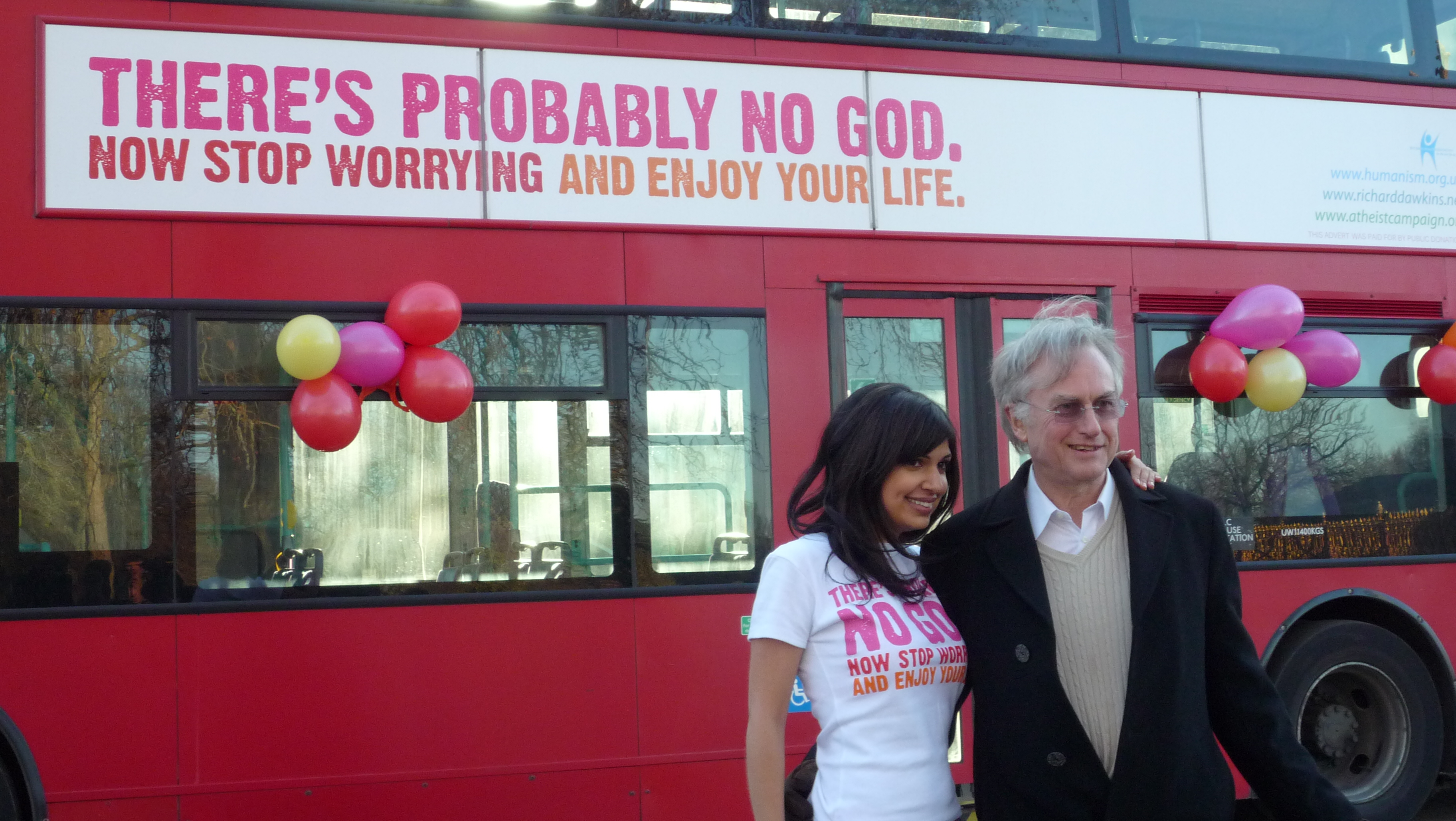
Ariane Sherine und Richard Dawkins beim Start der Atheist Bus Campaign (Oktober 2008)

Dawkins ist Mitglied der britischen Skeptics Society, einer Organisation der Skeptikerbewegung, sowie weiterer britischer Organisationen zur Förderung humanistischer und atheistischer Weltanschauungen und einer stärkeren Säkularisierung des britischen Staates. Er gehört zu den Meinungsführern der Brights.
Schon in früheren Werken verteidigte er die Evolutionstheorie vehement gegen teleologische Konzepte, die in der Entstehung der Arten eine Zielgerichtetheit erkennen wollten. Insbesondere bekämpft er jede Form von Kreationismus und Intelligent Design.
In seinen Büchern wie The Blind Watchmaker (dt.: Der blinde Uhrmacher) oder Climbing Mount Improbable (Gipfel des Unwahrscheinlichen. Wunder der Evolution) erklärt er, wie die Vielfalt und Komplexität des Lebens gemäß der Evolutionstheorie durch Prozesse der natürlichen Selektion entstanden und lediglich eine Illusion von „Design“ vermitteln.
In den vergangenen Jahren hat er sein Streiten auf die Religion im Allgemeinen ausgeweitet. So stellt er sie in seinem Essay Viruses of the Mind Religion im Rückgriff auf seine Mem-Theorie als „gedankliches Virus“ dar. Damit meint er, dass Religionen ein kulturelles Konstrukt sind, das sich auf Grund gewisser Eigenschaften besonders schnell verbreitet und in den Köpfen der Menschen festsetzt.
Gemeinsam mit anderen Wissenschaftlern und Autoren wie zum Beispiel Sam Harris oder Christopher Hitchens wendet er sich nicht nur gegen den Glauben an einen Gott, sondern auch gegen den „Glauben an den Glauben“. Damit meint er die Tendenz an sich nicht religiöser Menschen, der Religion eine positive Wirkung auf die Moral und die Ethik zuzuschreiben.
Im Jahre 2006 erschien sein Buch The God Delusion (dt.: Der Gotteswahn), in dem Dawkins theistische Religionen und insbesondere die drei monotheistischen Weltreligionen als irrational und schädlich beschreibt.
Die Atheist Alliance International (Internationaler Atheisten-Verband) vergibt seit 2003 den Richard-Dawkins-Preis für einen herausragenden Atheisten, der die nicht-theistische Weltanschauung öffentlichkeitswirksam präsentiert hat, fachwissenschaftliche Kenntnisse vergrößert hat oder vorbildhaft nicht-theistische Philosophie lehrt und dessen öffentliches Auftreten die „kompromisslose“ nicht-theistische Weltanschauung von Dawkins spiegelt. Im Jahre 2005 verlieh Dawkins den Preis persönlich an die Illusionskünstler Penn & Teller.
Im Jahre 2006 gründete er die Richard Dawkins Foundation for Reason and Science (RDFRS oder RDF), eine gemeinnützige Stiftung, welche sich in den Bereichen der humanistischen Forschung und Bildung engagieren will.
Richard Dawkins unterstützte in den Jahren 2008 und 2009 gemeinsam mit der British Humanist Association die Atheist Bus Campaign der Aktivistin Ariane Sherine, auf Londoner Bussen die Zeilen “There’s probably no god. Now stop worrying and enjoy your life.” (deutsch: „Es gibt wahrscheinlich keinen Gott. Jetzt höre auf, dir Sorgen zu machen, und genieße dein Leben!“) zu veröffentlichen. Seine Unterstützung begründete Dawkins mit: „Diese Kampagne wird Leute zum Denken bringen – und Denken ist Anathema für jede Religion.“
Im Jahre 2014 erklärte Dawkins, dass seiner Meinung nach das Austragen eines Kindes mit Down-Syndrom unmoralisch sei, und riet stattdessen zum Schwangerschaftsabbruch, um Leiden zu vermeiden.
In Bezug auf die Politik in Großbritannien unterstützt Dawkins die Liberal Democrats, für die er auch mehrmals öffentlich Wahlempfehlungen abgab.

## Rezeption

### Auszeichnungen

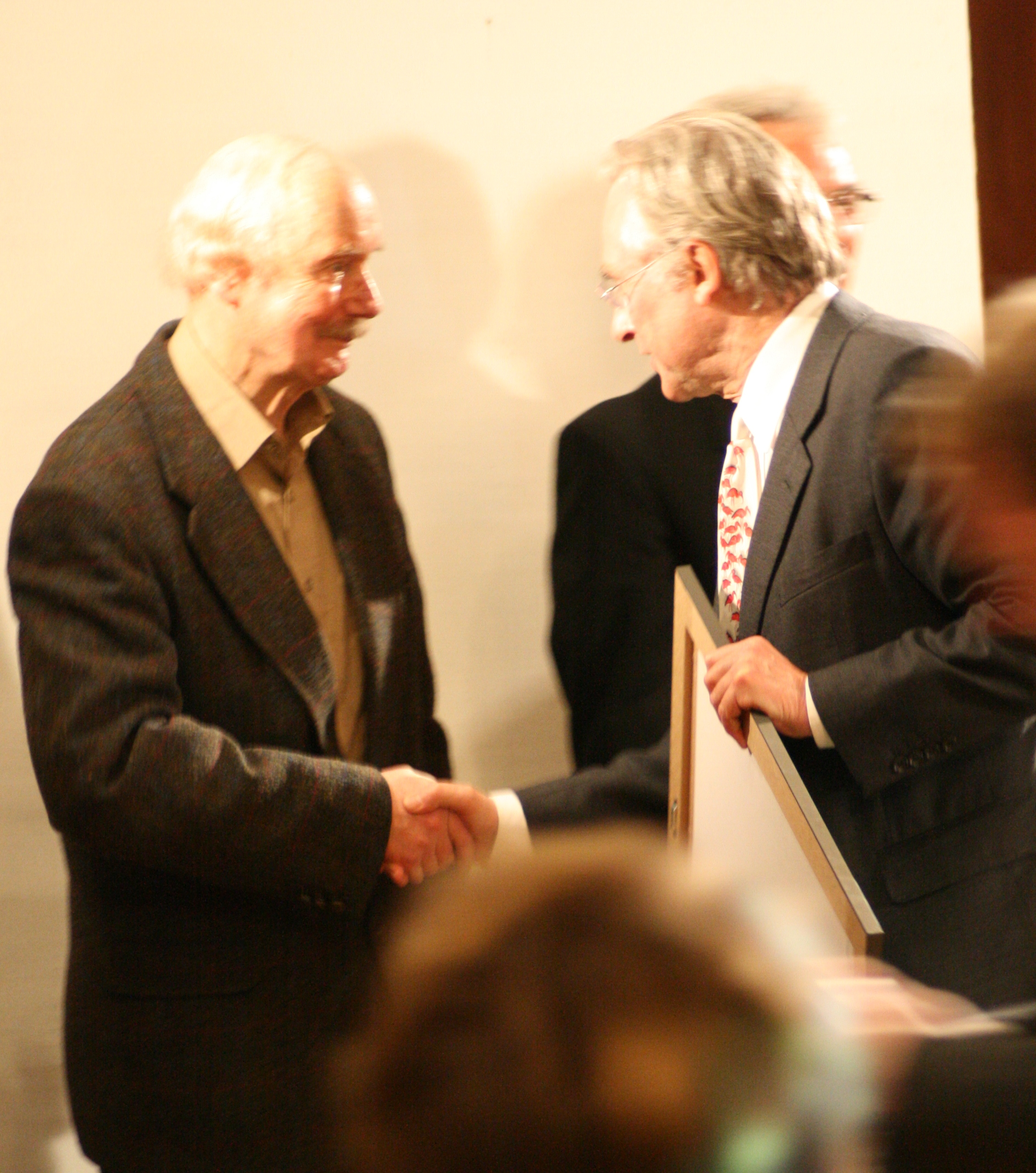
Dawkins (re.) und Karlheinz Deschner (li.) bei der Verleihung des Deschner-Preises 2007 in Frankfurt

Dawkins erhielt Ehrendoktorwürden von der Universität Westminster, der University of Durham, der University of Hull, der Open University und der Vrije Universiteit Brussel.
Seine populärwissenschaftlichen Bücher wurden mit vielen Literaturpreisen ausgezeichnet. So erhielt er 1987 den Royal Society of Literature Award, im selben Jahr den Literaturpreis der Los Angeles Times. Im Jahre 1990 erhielt er den Michael Faraday Award der Royal Society und 1994 den Nakayama-Preis sowie 1997 den International Cosmos Prize for Achievement in Human Science und 2001 den Kistler Prize.
Er ist Vizepräsident der British Humanist Association. Von der American Humanist Association wurde er 1996 zum „Humanisten des Jahres“ gekürt; diese Auszeichnung wurde ihm 2021 wieder entzogen, da er „marginalisierte Gruppen unter dem Deckmantel des wissenschaftlichen Diskurses herabgewürdigt“ habe.
Im Jahre 2001 wurde er mit dem Emperor Has No Clothes Award der Freedom From Religion Foundation ausgezeichnet.
Zu Ehren Dawkins’ wird der seit 2003 verliehene Preis der Atheist Alliance International „Richard Dawkins Award“ genannt.
Im Jahre 2005 wurde er im Magazin Prospect nach Noam Chomsky und Umberto Eco zum drittwichtigsten lebenden Intellektuellen weltweit gewählt,
2007 vom Magazin Time zu einem der 100 einflussreichsten Menschen der Welt.
Von der deutschen Alfred-Toepfer-Stiftung wurde er 2005 mit dem Shakespeare-Preis ausgezeichnet.
Im Oktober 2007 erhielt Dawkins als erster Preisträger den mit 10.000 Euro dotierten und nach Karlheinz Deschner benannten Deschner-Preis der Giordano-Bruno-Stiftung.
Im Juli 2012 benannten sri-lankische Wissenschaftler eine Gattung südasiatischer Karpfenfische (Dawkinsia) nach Dawkins, um seine Leistungen zu würdigen, die Evolutionstheorie in der Öffentlichkeit zu verbreiten.

### Gegenpositionen
Wissenschaftliche Kritik an seinen biologischen Thesen wurde u. a. von den ebenfalls atheistischen Wissenschaftlern David Sloan Wilson, Stephen Jay Gould und Scott Atran vorgebracht. Letzterer kritisiert vor allem den Begriff des Mems vor dem Hintergrund moderner Kognitionstheorien. In empirischen kognitionspsychologischen Studien versucht Atran zu zeigen, dass in Kommunikationsprozessen eine Replikation von Ideen durch Imitation die Ausnahme und nicht die Regel ist; deshalb sei die Verbreitung und Entwicklung von Ideen mit der Verbreitung und Evolution von Genen nicht vergleichbar.
Außerdem wird ihm von einigen Theologen und Philosophen (besonders von dem Oxforder Theologen Keith Ward, dem Londoner Theologen und Naturwissenschaftler Alister McGrath sowie dem Philosophen John N. Gray) vorgeworfen, ernstzunehmende Theologie zu ignorieren und seine Autorität als renommierter Wissenschaftler für seine Religionskritik zu missbrauchen bzw. das Weltbild religiöser Fundamentalisten auf alle Gläubigen zu übertragen und damit die breite Palette von Weltbildern religiöser Menschen unzulässig einzuengen. Auch der Genetiker Francis Collins, Leiter des Humangenomprojekts und Vertreter einer theistischen Evolution, wirft Dawkins vor, nicht gegen Religion, sondern gegen eine Karikatur von Religion zu argumentieren.
Neben dem Theologen Alister McGrath werfen auch der Philosoph Charles Taylor und der Physik-Nobelpreisträger Peter Higgs Dawkins ausdrücklich „Fundamentalismus“ vor. Seine Argumentation sei peinlich, Wissenschaft und Glaube selbstverständlich vereinbar.
Der Philosoph und Theologe Richard Schröder bezichtigt Dawkins des Missbrauchs der Naturwissenschaft, da er mit seinen evolutionsbiologischen Thesen zur Religion mit der wissenschaftlichen Methodik breche, die empirische Belege für diese Thesen fordere. Diese empirischen Belege bleibe Dawkins aber schuldig.
Ein weiterer Vorwurf lautet, Dawkins’ Religionskritik fehle jede religionswissenschaftliche Kenntnis. Ferner zieht Schröder Parallelen zwischen aggressiver Sprache und Impetus der neuen Atheisten und des alten Atheismus der DDR, der Religion grundsätzlich als „überholt“ und „wissenschaftlich widerlegt“ bezeichnet habe.
Kritik an Dawkins wird auch von einigen atheistischen oder agnostischen Philosophen geübt, indem auf die Wiederholung des Materialismusstreits hingewiesen wird, dessen Argumente seit dem 19. Jahrhundert bekannt seien.
Im Dezember 2007 nahm die Staatsanwaltschaft in Istanbul wegen des Verdachts der „Beleidigung religiöser Werte“ in Der Gotteswahn Ermittlungen gegen den türkischen Verleger von Dawkins auf. Dieser wurde jedoch mit Verweis auf die Meinungsfreiheit freigesprochen. Im September 2008 wurde der Zugriff auf die Webseite von Dawkins durch einen Beschluss eines Istanbuler Gerichts für türkische Internetnutzer gesperrt. Der islamische Kreationist Adnan Oktar hatte Klage eingereicht, da er sich und sein Buch Atlas der Schöpfung durch eine Besprechung auf der Webseite diffamiert sah. Im September 2020 wurde Dawkins von der Historischen Gesellschaft am Trinity College in Dublin wegen seiner islamkritischen Haltung von einer Vortragsveranstaltung, zu der er geladen worden war, wieder ausgeladen.
Dawkins fordert eine internationale Organisation der Atheisten, um deren politischen Einfluss zu stärken. Er erwartet davon humanere Ergebnisse der Politik insgesamt. In dem Zusammenhang verwies er auch auf eine angebliche „jüdische Lobby“, die die US-amerikanische Außenpolitik „monopolisiere“. Diese Bemerkung wurde von den Kommentatoren Shalom Lappin und Daniel Finkelstein kritisiert.
Der Neurobiologe Randolf Menzel hält Dawkins Diktion vom „Gotteswahn“ für unzutreffend. Dawkins sei ein „ehrenwerter Wissenschaftler“, er unterschätze jedoch „die evolutionär hilfreichen Aspekte der Religion.“ Gott sei „ein Erkenntnismedium des menschlichen Gehirns.“ Der Glaube an Gott als die Ursache von allem sei „ausgesprochen hilfreich und nützlich, vielleicht ist er sogar der tollste Trick, der sich im Verlauf der Evolution eingestellt hat – auch wenn er auf einem tiefen Irrtum beruht.“

## Trivia
- Richard Dawkins war für den Autor Douglas Adams ein besonderes Vorbild. Adams beschrieb sich mehrmals als „Dawkinsist“. Von Dawkins-Anhängern wird mitunter auch die Bezeichnung „Dawkinist“ verwendet. Beide spielen auf den Terminus „Darwinist“ an. Angelehnt an Thomas Huxleys Rolle als „Darwins Bulldogge“ wird Dawkins auch als „Darwins Rottweiler“ bezeichnet.[54]
- Dawkins spielt sich im Finale der 4. Staffel der Science-Fiction-Serie Doctor Who selbst.
- In der Zeichentrickserie South Park (Staffel 10 Go God Go und Go God Go XII) hatte Dawkins als Vertreter der Evolutionstheorie einen Auftritt. Die Rolle wurde jedoch nicht von ihm gesprochen.[55]
- In Die Simpsons (Staffel 24 Episode 15 Black-Eyed, Please) hat Dawkins einen Cameoauftritt als Dämon im Alptraum von Ned Flanders.[56]
- Richard Dawkins gastierte auf dem im Jahre 2015 erschienenen Album Endless Forms Most Beautiful der finnischen Symphonic-Metal-Band Nightwish, wo er bei den Liedern Shudder Before the Beautiful und The Greatest Show on Earth aus seinen eigenen Werken liest.[57]

## Werke (Auswahl)

### Bücher
- 1976: Das egoistische Gen. Spektrum, Akad. Verl., Heidelberg/Berlin/Oxford 1994, ISBN 3-86025-213-5 (Originaltitel: The Selfish Gene. Übersetzt von Karin de Sousa Ferreira).
- 1982: Der erweiterte Phänotyp: Der lange Arm der Gene. Spektrum, Akad. Verl., Heidelberg 2010, ISBN 978-3-8274-2706-9 (Originaltitel: The Extended Phenotype: The Gene as the Unit of Selection. Übersetzt von Wolfgang Mayer).
- 1986: Der blinde Uhrmacher: Ein neues Plädoyer für den Darwinismus. Dt. Taschenbuch-Verl., München 1990, ISBN 3-423-11261-1 (Originaltitel: The Blind Watchmaker: Why the Evidence of Evolution Reveals a Universe without Design. Übersetzt von Karin de Sousa Ferreira).
- 1995: Und es entsprang ein Fluß in Eden: Das Uhrwerk der Evolution. Bertelsmann, München 1996, ISBN 3-570-12006-6 (Originaltitel: River Out of Eden: A Darwinian View of Life. Übersetzt von Sebastian Vogel).
- 1996: Gipfel des Unwahrscheinlichen: Wunder der Evolution. Rowohlt, Reinbek bei Hamburg 1999, ISBN 3-498-01307-6 (Originaltitel: Climbing Mount Improbable. Übersetzt von Sebastian Vogel).
- 1998: Der entzauberte Regenbogen: Wissenschaft, Aberglaube und die Kraft der Phantasie. Rowohlt, Reinbek bei Hamburg 2002, ISBN 3-499-61337-9 (Originaltitel: Unweaving the Rainbow: Science, Delusion and the Appetite for Wonder. Übersetzt von Sebastian Vogel).
- 2003: A Devil’s Chaplain: Reflections on Hope, Lies, Science, and Love. Houghton Mifflin, Boston 2003, ISBN 0-618-33540-4.
- 2004: Geschichten vom Ursprung des Lebens: Eine Zeitreise auf Darwins Spuren. Ullstein, Berlin 2008, ISBN 978-3-550-08748-6 (Originaltitel: The Ancestor’s Tale: Pilgrimage to the Dawn of Life. Übersetzt von Sebastian Vogel).
- 2006: Der Gotteswahn. Ullstein, Berlin 2007, ISBN 978-3-550-08688-5 (Originaltitel: The God Delusion. Übersetzt von Sebastian Vogel).
- 2009: Die Schöpfungslüge: Warum Darwin recht hat. Ullstein, Berlin 2010, ISBN 978-3-550-08765-3 (Originaltitel: The Greatest Show on Earth: The Evidence for Evolution. Übersetzt von Sebastian Vogel).
- 2011: Der Zauber der Wirklichkeit: Die faszinierende Wahrheit hinter den Rätseln der Natur. Ullstein, Berlin 2012, ISBN 978-3-550-08850-6 (Originaltitel: The Magic of Reality: How We Know What’s Really True. Übersetzt von Sebastian Vogel).
- 2013, 2015: Die Poesie der Naturwissenschaften: Autobiographie. Ullstein, 2016, ISBN 978-3-550-08067-8 (Originaltitel: An Appetite for Wonder: The Making of a Scientist; Brief Candle in the Dark: My Life in Science. Übersetzt von Sebastian Vogel).
- 2017: Forscher aus Leidenschaft: Gedanken eines Vernunftmenschen. Ullstein, 2017, ISBN 978-3-550-05026-8 (Originaltitel: Science in the Soul: Selected Writings of a Passionate Rationalist. Übersetzt von Sebastian Vogel).
- 2019: Atheismus für Anfänger: Warum wir Gott für ein sinnerfülltes Leben nicht brauchen. Ullstein, Berlin 2019, ISBN 978-3-550-20044-1 (Originaltitel: Outgrowing God: A Beginner's Guide. Übersetzt von Sebastian Vogel).
- 2021: Books do Furnish a Life: An electrifying celebration of science writing. Bantam Press, 2021, ISBN 978-1-78763-368-1.
- 2021: Flights of Fancy: Defying Gravity by Design and Evolution. Apollo, 2021, ISBN 978-1-83893-785-0. Illustriert von Jana Lenzová.
- 2024: The Genetic Book of the Dead: A Darwinian Reverie. Yale University Press, 2024, ISBN 978-0-300-27809-5. Illustriert von Jana Lenzová.

### Essays
- 1993: Viruses of the Mind, dt. Übersetzung: Viren im Kopf
- 1995: The real romance in the stars, The Independent, 31. Dezember 1995
- 1995: The Evolved Imagination, aus Natural History Magazin, 104, September 1995.
- 2000: Hall of Mirrors, Forbes: 273, Februar 2000
- 2005: The Giant Tortoise’s Tale, The Guardian (London), 19. Februar 2005
- 2008: The Group Delusion, New Scientist 197 (2638): 17, 12. Januar 2008.

### Wissenschaftliche Veröffentlichungen
- 1969: Bees Are Easily Distracted. Letter in: Science 165, Issue 3895, S. 751.
- 1976: Growing points in ethology. In P. P. G. Bateson, R. A. Hinde: Hierarchical organization: A candidate principle for ethology. Cambridge: Cambridge University Press.
- 1979: Evolutionarily stable nesting strategy in a digger wasp. R. Dawkins, H. J. Brockmann, A. Grafen: Journal of Theoretical Biology 77. (4): S. 473–496.
- 1980: Do digger wasps commit the concorde fallacy? R. Dawkins, H. J. Brockmann: Animal Behaviour 28 (3): S. 892–896.
- 1981: In defence of selfish genes. Philosophy 56 (218): S. 556–573.
- 1991: Evolution of the Mind. Nature 351 (6329): S. 686.
- 1995: The Evolved Imagination. Natural History 104 (9): S. 8.
- 1998: Arresting evidence. Sciences (New York) 38 (6): S. 20–25.
- 2003: The evolution of evolvability. On Growth, Form and Computers. London: Academic Press.
- 2004: Extended phenotype – But not too extended. A reply to Laland, Turner and Jablonka. Biology & Physiology 19 (3): S. 377–396.

### Filme
- 1987: Nice Guys Finish First, BBC Horizon Television Series (UK), 45 Minuten
- 1987: The Blind Watchmaker, BBC (UK), 50 Minuten
- 1991: Growing Up in the Universe, BBC (UK), 300 Minuten[58]
- 1996: Break the Science Barrier, Erstausstrahlung Channel 4 (UK), 50 Minuten
- 2006: The Root of All Evil?, Erstausstrahlung Channel 4 (UK), 90 Minuten
- 2007: The Enemies of Reason, Erstausstrahlung Channel 4 (UK), 96 Minuten
- 2008: The Genius of Charles Darwin, Channel 4 (UK), 138 Minuten
- 2010: Faith School Menace?, Channel 4 (UK)
- 2012: Sex, Death and the Meaning of Life (2012)[59]
- 2013: The Unbelievers

The Root of All Evil? ist eine Atheismus verfechtende Miniserie. In ihr wird Dawkins beim Besuch von religiösen Stätten und Veranstaltungen in verschiedenen Ländern gezeigt. Die gesamte Serie wird durch Dawkins’ voice-over kommentiert. Es kommt dabei zu Treffen und Auseinandersetzungen mit Vertretern von Weltreligionen. Als Fortsetzung erschien 2007 die Serie The Enemies of Reason, in der Dawkins so genannte Esoterik, Alternativmedizin und „postmodernen Relativismus“ kritisiert.
In einer sehr bekannt gewordenen Debatte im Oktober 2007 an der christlichen Universität von Birmingham, Alabama, trafen sich Richard Dawkins und John Lennox, ein Professor für Mathematik und Philosophie der University of Oxford, zur Frage der Existenz Gottes.
Ebenfalls auf Channel 4 erschien 2008 der Dreiteiler The Genius of Charles Darwin. Richard Dawkins taucht ebenfalls in den Dokumentarfilmen The Atheism Tapes (2004) von Jonathan Miller und Expelled: No Intelligence Allowed (2008) von Ben Stein auf. The Atheism Tapes beinhaltet Interviews mit sechs bedeutenden Persönlichkeiten aus dem Bereich Philosophie und Naturwissenschaften. Dawkins äußert sich in einem etwa halbstündigen Interview zum Thema Religion und Atheismus. Sein Interview in Expelled ist wesentlich kürzer. Dawkins wird in einem kurzen Interview zum Thema Religion befragt und später bezeichnet ihn ein anderer Gesprächspartner als „Reptil“. Der Film Expelled erhielt vernichtende Kritiken und wurde als Propaganda bezeichnet.